# Klaus Harnisch

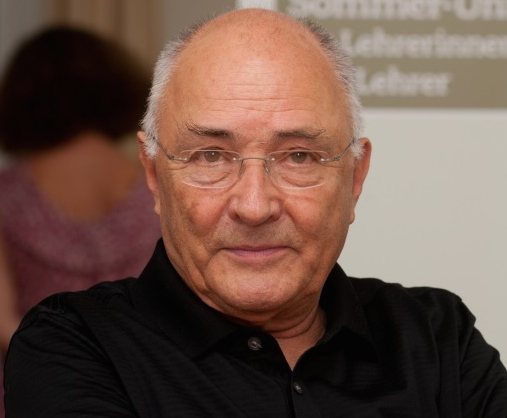
Klaus Harnisch, 2016

Klaus Harnisch (* 13. Dezember 1933 in Halle/Saale) ist ein deutscher Regisseur, Dramaturg und Kulturmanager.

## Leben
Nach dem Abitur studierte er von 1952 bis 1957 Musiktheaterregie bei Heinz Rückert in Halle (damalige Hochschule für Musik) und Carl Riha in Berlin (Deutsche Hochschule für Musik, heute Hochschule für Musik „Hanns Eisler“ Berlin) sowie von 1972 bis 1974 im Fernstudium Kulturwissenschaft an der Humboldt-Universität zu Berlin.
Ab 1957 war Harnisch als Regisseur an verschiedenen Theatern der DDR tätig und von 1972 bis 1981 als Chefdramaturg des Musiktheaters am Landestheater Halle (heute Oper Halle). 1979 schrieb er das Libretto zur Oper Büchner von Friedrich Schenker, deren Uraufführung 1987 im Apollosaal der Berliner Staatsoper stattfand. In der Direktion für Theater und Orchester beim Ministerium für Kultur der DDR (DTO) leitete er von 1981 bis 1990 das Fachgebiet Vorstände Musiktheater.
Nach der politischen Wende wurde er 1990 Mitgründer des Förderprogramms Dirigentenforum des Deutschen Musikrates und war von 1991 bis 1999 dessen Geschäftsführer. Als Ruheständler entwickelte Klaus Harnisch ein Werkstatt-Konzept für interaktives Dirigieren und arbeitete von 2002 bis 2015 als Mitgründer und Projektbeauftragter des Rektors für Das Kritische Orchester – Werkstatt für interaktives Dirigieren ehrenamtlich an der Hochschule für Musik „Hanns Eisler“ Berlin. 2016 wurde er zum Ehrenmitglied der Hochschule für Musik „Hanns Eisler“ Berlin ernannt.